# Auvo Nuotio
Auvo Elis Nuotio, född 21 augusti 1917 i Viborg, död 7 juli 1985 i Esbo, var en finländsk sångare, skådespelare och director musices.

## Biografi
Nuotios far var arbetsledare och studerade vid yrkesskola 1929–1931, varefter han var sysselsatt med flera arbeten, bland annat som försäljare. Han tog sedan sånglektioner av Heikki Teittinen, Martti Lehtinen och Jolanda di Maria Petris. Sin första konsert gav Nuotio i Helsingfors 1950 och gästspelade därefter på Finlands nationalopera. Auto inledde vidare sin karriär inom huvudstadspolisen, var dess PR-man 1946–1965, chef för PR-avdelningen 1966–1971 och verkade därefter som pressekreterare på polisens inrikesministerium 1971–1974.
Åren 1954–1957 var Nuotio poliskörens solist och dirigent, han var både samtidigt och även senare dirigent för flera olika körer. Han filmdebuterade 1947 i Maaret - tunturien tyttö. 1950 medverkade han som sångare i filmen Kaunis Veera tillsammans med Kauko Käyhkö, Teijo Joutsela och Olavi Virta. Av kvartetten bildades strax därpå Kipparikvartetti i vilken Nuotio ingick och medverkade vid kvartettens 160 skivinspelningar. Förutom dessa gjorde Nuotio 56 andra skivinspelningar. 1978 tilldelades han titeln director musices.

## Utmärkelser
- Minnesmedalj för deltagande i 1941-1945 års krig,  1957[3]
- Polisens förtjänstkors,  1963[3]
- Medalj av I klass med guldkors av Finlands Vita Ros’ orden,  1969[3]

[Redigera Wikidata]